# 포르모사작은관박쥐
포르모사작은관박쥐(Rhinolophus monoceros)는 관박쥐과에 속하는 박쥐의 일종이다. 대만에서 발견된다.

## 특징
몸길이가 40~50mm이고 전완장이 34~40mm인 작은 박쥐로 꼬리 길이는 15~27mm이고 발 길이는 7~9mm, 귀 길이는 16~17mm이다. 등 쪽은 갈색이고 배 쪽은 좀더 연한 색을 띤다.

## 생태
동굴과 터널 안에 큰 무리를 지어 생활하고, 다른 박쥐 종과 함께 지내기도 하지만 깊이에 따라 분리되어 서식한다. 먹이는 곤충이다.

## 분포 및 서식지
대만의 토착종이다.